# Фатма Набхани
Фатма Набхани (на арабски: فاطمة النبهاني) е оманска тенисистка, родена на 20 май 1991 г.
Нейното най-високо класиране в ранглистата за жени на WTA e 362-ро място, постигнато на 4 октомври 2010 г. Има общо 8 ITF титли – 4 на сингъл и 4 на двойки.